# Витронектин
Витронектин (англ. Vitronectin) — гликопротеин массой 75 кДа, являющийся одним из основных белковых компонентов плазмы крови, а также присутствующий в моче, амниотической жидкости, межклеточном пространстве многих тканей и депонирующийся в тромбоцитах. Он принимает участие в фибринолизе, опосредует клеточную адгезию и миграцию, ингибирует мембраноатакующий цитолитический комплекс системы комплемента и связывает некоторые серпины. Также он играет роль в стимуляции пролиферации и роста клеток в таких процессах, как рост и метастазирование злокачественных опухолей, заживление ран и резорбция кости.
В циркулирующей крови витронектин представлен в двух изоформах: одноцепочечной и двухцепочечной, субъединицы которой соединены дисульфидной связью. Синтез витронектина происходит главным образом в гепатоцитах, однако исследования показывают, что возможными источниками его могут быть нейроны центральной нервной системы, фоторецепторы и пигментный слой сетчатки, жировая ткань, миокард и скелетные мышцы.
Витронектин получил своё имя за его способность адгезироваться на стекле. В 70-х — ранних 80-х годах прошлого века проводились независимые друг от друга исследования различных свойств витронектина, которые, как полагалось, принадлежали разным белкам, известным как эпиболин (англ. epibolin), S-белок (англ. S-protein) и фактор распространения сыворотки (англ. serum spreading factor). Позднее в ходе экспериментов выяснилось, что объектом этих исследований был один и тот же белок и, соответственно, все вышеуказанные названия даны одному и тому же белку.

## Структура
Витронектин представляет собой гликопротеин с молекулярной массой 75 кДа.
Пептидная последовательность витронектина кодируется геном VTN, расположенным на длинном плече 17-й хромосомы. Продуктом трансляции зрелого транскрипта этого гена является полипептид длиной в 478 аминокислотных остатков. Окончательная пептидная цепь витронектина имеет длину в 459 аминокислотных остатка и образуется путём отщепления от N-конца сигнальной последовательности длиной в 19 аминокислотных остатков. Альтернативный сплайсинг пре-мРНК для витронектина не выявлен. Посттрансляционная модификация зрелой пептидной цепи включает гликозилирование по 86, 169 и 242 аспарагиновым остаткам, сульфатирование по Tyr75 и Tyr78 и фосфорилирование по Ser312.
В плазме крови витронектин существует в двух формах: одноцепочечной (массой 75 кДа) и двухцепочечной (в виде двух субъединиц с массой 65 и 10 кДа, объединенных дисульфидным мостиком между Cys274 и Cys453). Соотношение между этими двумя изоформами в плазме крови у разных людей различно и обусловлено полиморфизмом участка гена, кодирующего 381-й аминокислотный остаток. Вариабельный аминокислотный остаток (треонин либо метионин) предопределяет чувствительность полипептида к протеиназе, расщепляющей его между Arg379 и Ala 380. Чувствительность витронектина с метионином в 381-й позиции к соответствующей протеиназе выше, чем с треонином.
В структуре белка различают следующие домены:
- N-терминальный соматомедин B-подобный домен (Asp1- Thr44, 44 а.о.)[15] — отвечает за связывание с ингибитором активатора плазминогена-1 (англ. Plasminogen activator inhibitor-1, PAI-1) и урокиназным рецептором. Содержит четыре дисульфидных связи, восстановление которых значительно снижает сродство витронектина к PAI-1[16].
- RGD-последовательность (Arg45 — Asp47, 3 а.о.) — последовательность из трех аминокислотных остатков (Arg, Gly и Asp), необходимая для связывания с интегриновыми рецепторами на поверхности клеток[17].
- Гемопексин-подобные домены (Ala132-Leu459) — два домена, гомологичных доменам гемопексина[18]. Гемопексин — один из гликопротеинов, связывающих и транспортирующих гем. В его структуре различают два домена, каждый из которых содержит четыре гомологичных повтора. Витронектин содержит в своей структуре 5 таких повторов[19]. Гемопексиновые домены позволяют ему связываться с сульфатидами, фосфатидилсерином, холестерол-3-сульфатом, коллагеном 1-го типа и β-эндорфинами[20]. Гемопексиновые повторы также узнаются бактериями S.pyogenes, в результате последние могут связываться с витронектином, получая таким образом защиту от системы комплемента и облегчая себе прикрепление к клеткам хозяина[21].
- Гепарин-связывающие домены — два гепарин-связывающих участка внутри гемопексиновых повторов (Asp82-Cys137 и Lys175-Asp212), а также основной участок связывания гликозаминогликанов (Ala341-Ala380). Последний, помимо гепарина, связывает также остеонектин, PAI-1, комплексы системы комплемента, плазминоген и коллаген[22]. Ещё один коллаген-связывающий участок локализуется ближе к N-концу, рядом с RGD-последовательностью[23].

## Функции

### Иммунный ответ
Витронектин влияет на каскад реакций образования мембраноатакующего комплекса системы комплемента — одного из механизмов врожденного иммунитета. Он связывается с C5b-7 комплексом, после чего образование терминального мембраноатакующего комплекса не может быть осуществлено. Он также ингибирует полимеризацию белка С9 системы комплемента, препятствуя тем самым образованию литической поры в мембране атакуемой клетки.

### Фибринолиз
Витронектин способен регулировать активацию плазминогена. Он имеет два участка связывания с ингибитором активатора плазминогена-1 (PAI-1). Главный из них расположен с N-конца — соматомедин В-подобный домен. С помощью него витронектин связывает и стабилизирует молекулу PAI-1. Это избавляет соответствующие сериновые протеазы — активаторы плазминогена, например, урокиназу — от ингибирующего влияния и позволяет им беспрепятственно расщепить плазминоген, превратив его в активную форму — плазмин, и тем самым активировать процесс фибринолиза.

### Коагуляция
Витронектин способен связывать гепарин — гликозаминогликан, одной из функций которого является опосредование взаимодействия антитромбина III с тромбином, ведущее к деактивации последнего. Связывание гепарина витронектином ингибирует его каталитическую функцию, снижая скорость инактивации тромбина.

### Адгезия и миграция клеток
RGD-последовательность в составе витронектина позволяет ему взаимодействовать с интегриновыми рецепторами. Интегриновые рецепторы — гетеродимеры, состоящие из одной α- и одной β-субъединицы. Витронектин способен связываться с αV-интегринами и интегрином αIIβ3. Взаимодействуя с интегриновыми рецепторами на поверхности клеток, витронектин способствует адгезии клеток к внеклеточному матриксу и их миграции, способствуя тем самым заживлению ран, росту злокачественных новообразований и их метастазированию.

## Роль в патологии
Витронектин, обладая широким спектром физиологических функций, вовлечен в ряд патологических процессов. Так, обнаружена повышенная степень его отложения в стенках атеросклеротических сосудов. Исследования показывают, что витронектин участвует в образовании амилоидных бляшек; его накопление определяется в амилоидных отложениях при болезни Альцгеймера, кожном амилоидозе, АА-амилоидозе и возрастной макулярной дегенерации. Уровень витронектина в плазме из-за нарушения синтеза снижен при многих заболеваниях печени и может использоваться как маркер синтетической функции этого органа; в то же время, при фиброзах печени различной этиологии и степени наблюдается значительное повышение концентрации витронектина в печеночной ткани. Он играет роль также и в развитии фиброзов других органов.